# Andrzej Pilch (działacz społeczny)
Andrzej Pilch (ur. 23 listopada 1912 w Jabłonce, zm. 11 lipca 1981 w Krakowie) – działacz patriotyczny, społeczny i samorządowy, w czasie II wojny światowej członek Tajnej Organizacji Wojskowej oraz żołnierz Armii Krajowej, w okresie powojennym organizator polskiej administracji na Orawie, działacz Polskiego Towarzystwa Turystyczno-Krajoznawczego, jeden z współtwórców Orawskiego Parku Etnograficznego.

## Życiorys
Andrzej Pilch pochodził z rodziny zamieszkałej w Jabłonce Orawskiej, tam również ukończył szkołę powszechną. W latach 1934–1937 odbył służbę wojskową w 4 pułku Strzelców Podhalańskich i 75 pułku piechoty. Po zwolnieniu do rezerwy jako podoficer został komendantem Oddziału Przysposobienia Wojskowego w Jabłonce. W czasie mobilizacji w sierpniu 1939 roku był przydzielony do placówki Obrony Narodowej w Lipnicy Wielkiej. Po jej rozproszeniu 1 września przedostał się do Raby Wyżnej i dołączył do regularnych oddziałów Wojska Polskiego. Wziął udział w walkach kampanii wrześniowej od Jordanowa po Sądową Wisznię, gdzie dostał się do niewoli niemieckiej. Zbiegł z niej i ostatecznie powrócił na zajętą przez Słowaków Orawę.
Został członkiem miejscowych struktur Tajnej Organizacji Wojskowej, od czerwca 1940 roku pełniąc funkcję kierownika rejonu przerzutów „Orawka”, utrzymującego kontakt kurierski pomiędzy okupowanym krajem a Budapesztem. Sam wielokrotnie przekraczał granicę z polecenia Delegatury Rządu na Kraj, przenosząc pocztę, prowadząc uchodźców i kurierów. W połowie 1940 roku został zmobilizowany do armii słowackiej, wraz z innymi poborowymi 102 pułku piechoty odmówił złożenia przysięgi wojskowej i wkrótce powrócił do domu, chociaż pozostawał pod obserwacją słowackiej służby bezpieczeństwa. Zagrożony aresztowaniem, w 1943 roku wstąpił do jednego z oddziałów 1 pułku Strzelców Podhalańskich AK. Wraz z podporucznikiem Andrzejem Jazowskim utworzył orawski oddział partyzancki (znany później jako „Limba”) i został jego pierwszym dowódcą. Oddział ten, liczący około 80 osób, zajmował się między innymi dywersją na terytorium Słowacji, rozbrajaniem posterunków słowackiej policji, straży granicznej i Gwardii Hlinki oraz ochroną szlaków kurierskich na Węgry. W konspiracji używał pseudonimów „Janosik” i „Modrzew”.
W styczniu 1945 roku Andrzej Pilch służył jako przewodnik dla wkraczających od wschodu na teren Podhala i Orawy oddziałów Armii Czerwonej, w lipcu dla przybyłych na ten teren wojsk polskich. Brał udział w organizacji zrębów polskiej administracji i pierwszych posterunków milicji na Orawie. W 1946 roku został sołtysem Orawki, w latach 1947–1953 był wójtem gminy Jabłonka. W 1947 roku założył w Jabłonce wraz z siostrą, Marią Burtan, zespół pieśni i tańca „Orawa”. Pracował jako przewodnik PTTK, ratownik GOPR, strażnik ochrony przyrody. W 1955 roku został kierownikiem stacji turystycznej PTTK w Zubrzycy Górnej, zlokalizowanej w zabytkowym Dworku Moniaków i jednocześnie społecznym opiekunem tego zabytku. Przyczynił się do powstania wokół niego późniejszego Orawskiego Parku Etnograficznego, wyszukując godne zachowania budynki, sprzęty i zabytki kultury ludowej. Współorganizował zespół folklorystyczny, działający pod patronatem muzeum i Związku Podhalan. Od 1962 roku pracował w skansenie jako renowator, na emeryturę przeszedł w 1977 roku. Zmarł w krakowskim szpitalu i został pochowany w rodzinnej Jabłonce.
Był odznaczony między innymi Złotym Krzyżem Zasługi, odznaką Zasłużony Działacz Kultury, Złotą Odznaką „Za Zasługi dla województwa nowosądeckiego” oraz odznaką „Za Zasługi dla Orawy”. Jedna z ulic w Jabłonce została nazwana imieniem Andrzeja Pilcha.